# Pero odonaria
Pero odonaria là một loài bướm đêm trong họ Geometridae.